# (5776) 1989 UT2
(5776) 1989 UT2 es un asteroide perteneciente al cinturón de asteroides descubierto el 29 de octubre de 1989 por Tsutomu Hioki y el también astrónomo Nobuhiro Kawasato desde el Okutama Observatory, Japón.

## Designación y nombre
Designado provisionalmente como 1989 UT2.

## Características orbitales
1989 UT2 está situado a una distancia media del Sol de 2,576 ua, pudiendo alejarse hasta 3,006 ua y acercarse hasta 2,146 ua. Su excentricidad es 0,166 y la inclinación orbital 12,19 grados. Emplea 1510,70 días en completar una órbita alrededor del Sol.

## Características físicas
La magnitud absoluta de 1989 UT2 es 13.